# 필리핀 항공
필리핀 항공(영어: Philippine Airlines)은 필리핀의 국책항공사로, 아시아에 있는 항공사 중 인도의 에어 인디아에 이어 두 번째로 오래된 항공사로 1941년에 설립되었다. 허브 공항은 마닐라에 있는 니노이 아키노 국제공항과 세부에 있는 막탄 세부 국제공항이 있다.

## 역사
필리핀항공은 아시아에서 최초로 상업 비행을 시작한 항공사로, 필리핀을 대표하는 국적 항공사이자, 필리핀 유일의 FSC(Full Service Carrier)이다. 1941년 3월 아시아 최초로 상업운항을 시작하였으며, 취항 이래 현재까지 국제선 구간 무사고 경력을 가지고 있다.
1941년 2월 26일 설립 했으며 아시아의 항공사 가운데 두 번째로 오래되었다. 아시아 항공사로 최초로 태평양을 건너 미국에 취항했으며 점차 유럽과 동남아시아로 노선을 확대했다. 1962년 제트기를 도입하고 이후 계속해서 새로운 기종을 투입했다. 1991년 대한민국에 진출을 하면서 김포국제공항발 니노이 아키노 국제공항간 국제선이 신설 되었다. 1997년 아시아 금융위기로 심각한 타격을 입어 장기간 영업부진을 겪고 부채에 시달렸다. 당시 보유 항공기와 종업원 수를 줄이는 등 자구책을 마련했다. 하지만 점차 회생 하면서 2000년대 다시 도약하게 되었다. 2007년 필리핀에서 최초로 국제항공운송협회가 수여하는 IOSA 인증을 받았다. 필리핀 항공사 가운데 유일하게 IOSA 인증을 받은 안전한 항공사에 해당된다. 영국의 항공 전문 평가 기관인 스카이트랙스에 의해 3성급 항공사에 선정되었다. 루시오 탄(영어: Lucio Tan) 회장은 2010년 <포브스>가 발표한 필리핀 10대 부자 순위에서 2위를 차지했다. 하지만 같은 해에 유럽에서 필리핀 항공 당국의 안전 확인 체제에 문제가 있다며 다른 모든 필리핀 항공사와 함께 2010년 3월 30일부터 EU 역내 취항 금지 항공 회사 목록에 의해 유럽 진입이 금지되었다가 2013년 7월에 유럽 연합에 의해 유럽 취항 금지가 해제되었다.

## 운항 노선
- 2012년 2월 현재 필리핀 항공은 다음과 같은 노선을 운항하고 있다.

### 코드쉐어 협정
- 필리핀 항공은 다음과 같은 항공사와 코드쉐어 협정을 맺고 있으며 현재 항공 동맹에 소속되어 있지 않다.[4]

| - PAL 익스프레스 (자회사) - 걸프 에어 - 로얄 브루나이 항공 - 말레이시아 항공 (원월드) - 방콕 항공 - 샤먼 항공 (스카이팀) - 웨스트 제트 - 전일본공수 (스타 얼라이언스) - 중화항공 (스카이팀) - 캐세이퍼시픽 항공 (원월드) | - 터키항공 (스타 얼라이언스) - 하와이안 항공 |  |

## 보유 기종
- 2024년 4월 기준으로 필리핀 항공은 다음과 같은 기종을 보유하고 있으며 평균 기령은 6.4년이다.[5][6]

## 객실 서비스

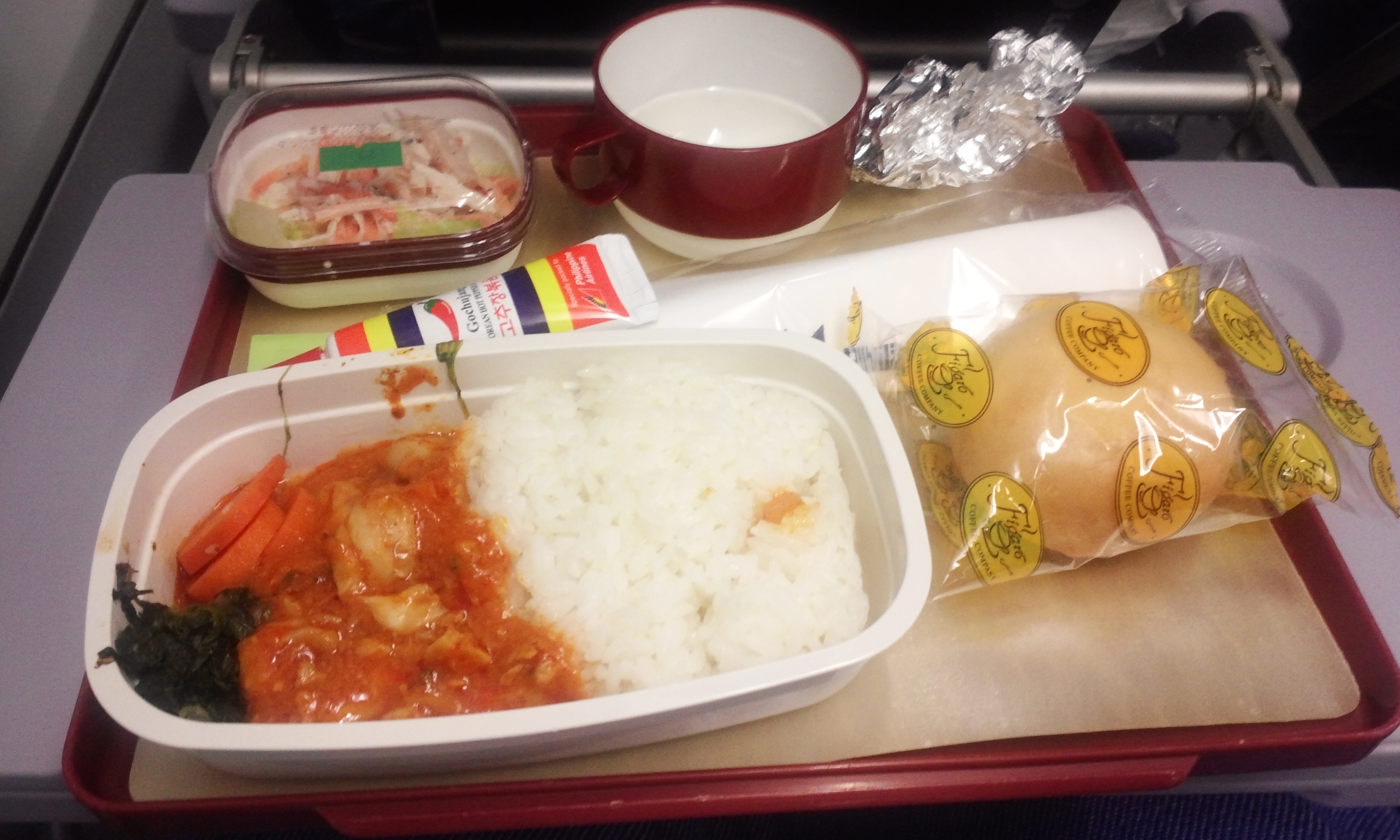
마닐라에서 서울(인천)으로 가는 비행기에서 서빙된 기내식

한국과 필리핀 전 운항 노선에 한국인 승무원이 탑승하여 언어 장벽을 해소하고 있으며, 한국인 입맛에 맞는 따뜻한 기내식, 음료, 담요 및 기내 엔터테인먼트 시스템 myPAL Player을 무료로 제공한다. 또한 이코노미석 20kg, 프리미엄이코노미석 25kg, 비즈니스석 30kg의 무료 수하물이 제공된다.
필리핀항공은 고유 마일리지 혜택인 마부하이 마일즈로 높은 수준의 마일리지를 제공하고 있으며, 무료항공권 제공, 좌석 등급의 업그레이드, 제 3자 마일리지 양도 등 다양한 서비스를 제공하고 있다.

## 사건 및 사고
- 필리핀 항공 S26편 (1960년)
- 필리핀 항공 S85편 (1960년)
- 필리핀 항공 984편 (1963년)
- 필리핀 항공 946편 (1964년)
- 필리핀 항공 785편 (1966년)
- 필리핀 항공 385편 (1967년)
- 필리핀 항공 158편 (1969년)
- 필리핀 항공 215편 (1970년)
- 필리핀 항공 463편 (1972년)
- 필리핀 항공 421편 (1977년)
- 필리핀 항공 206편 (1987년)
- 필리핀 항공 143편 (1990년)
- 필리핀 항공 434편 (1994년)
- 필리핀 항공 137편 (1998년)
- 필리핀 항공 541편(영어판) (2000년])
- 필리핀 항공 812편 (2000년)
- 필리핀 항공 475편 (2007년)

## 사진

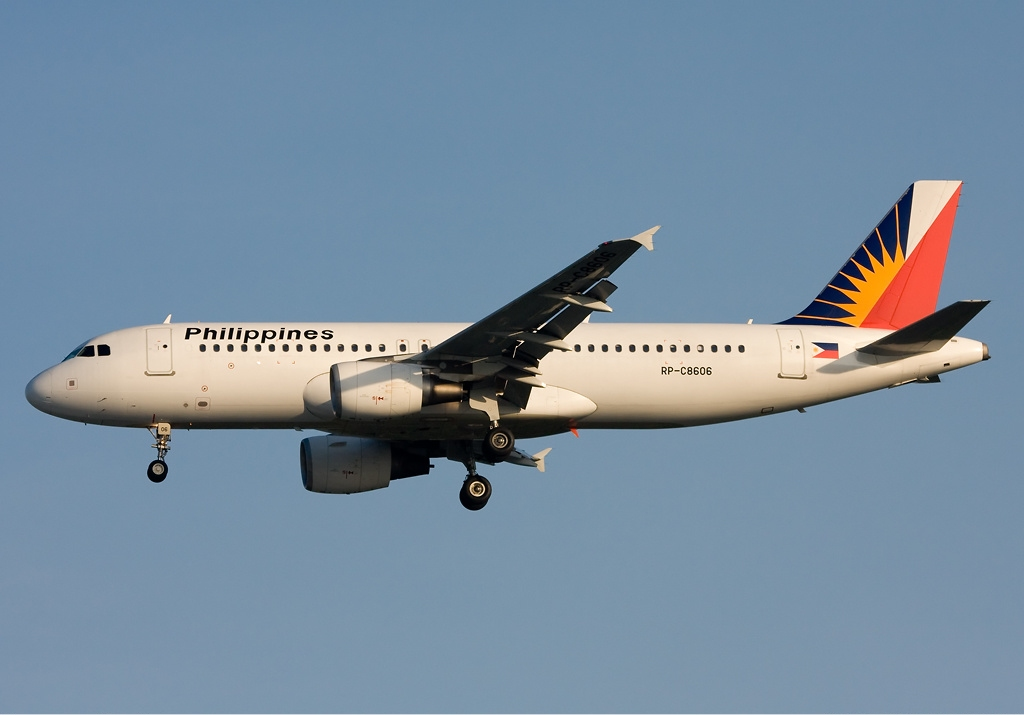
필리핀 항공의 에어버스 A320-200
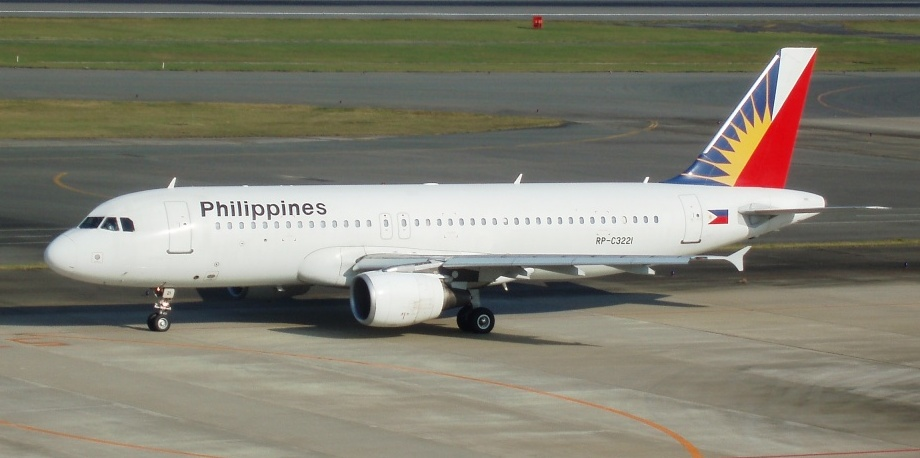
필리핀 항공의 에어버스 A320-200
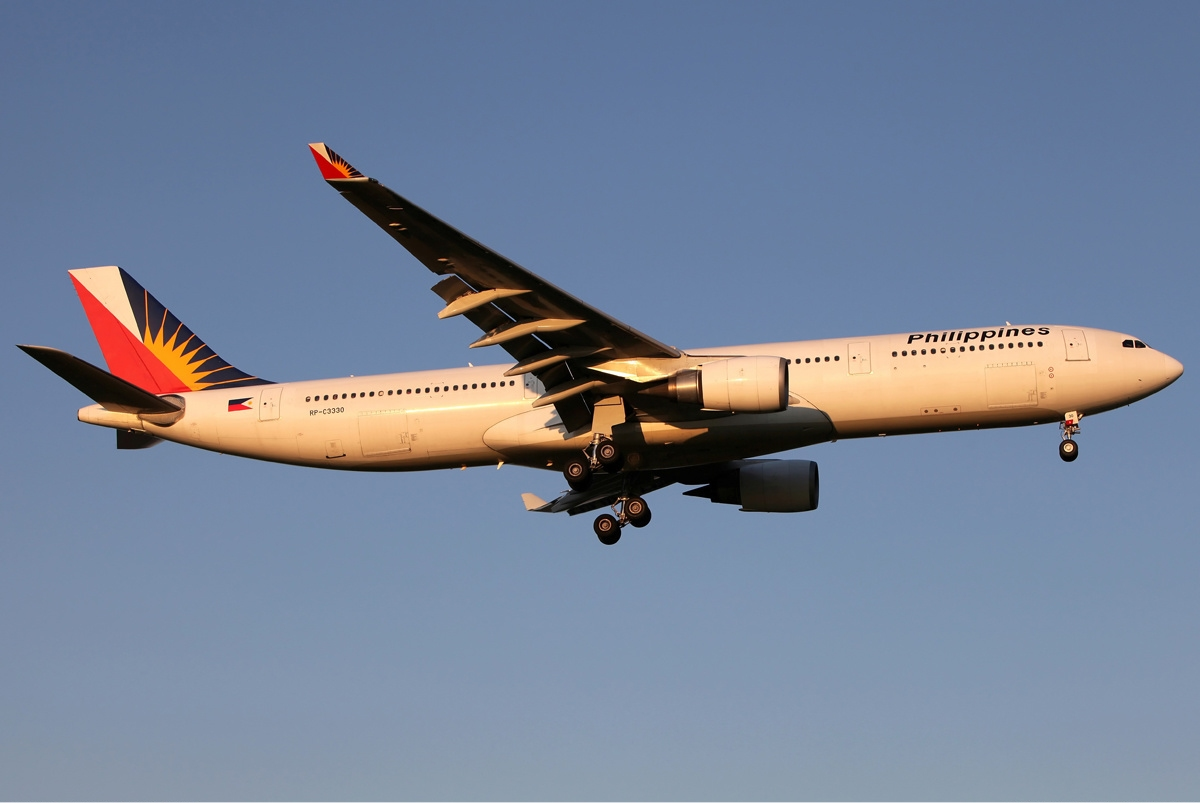
필리핀 항공의 에어버스 A330-200
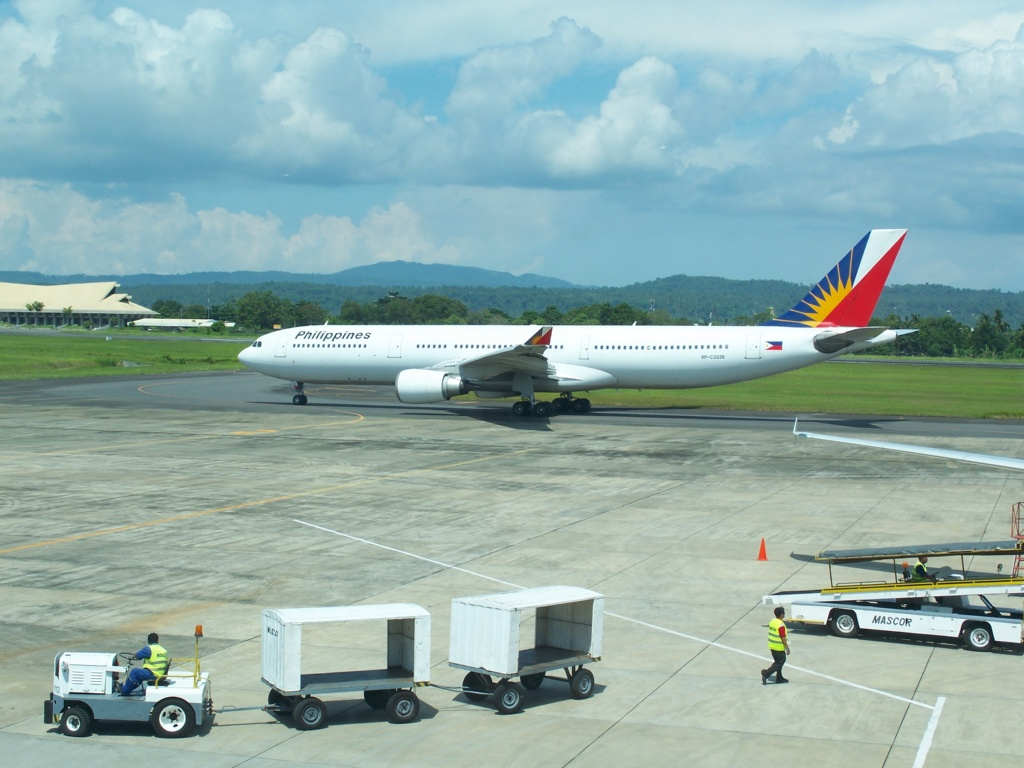
필리핀 항공의 에어버스 A330-300
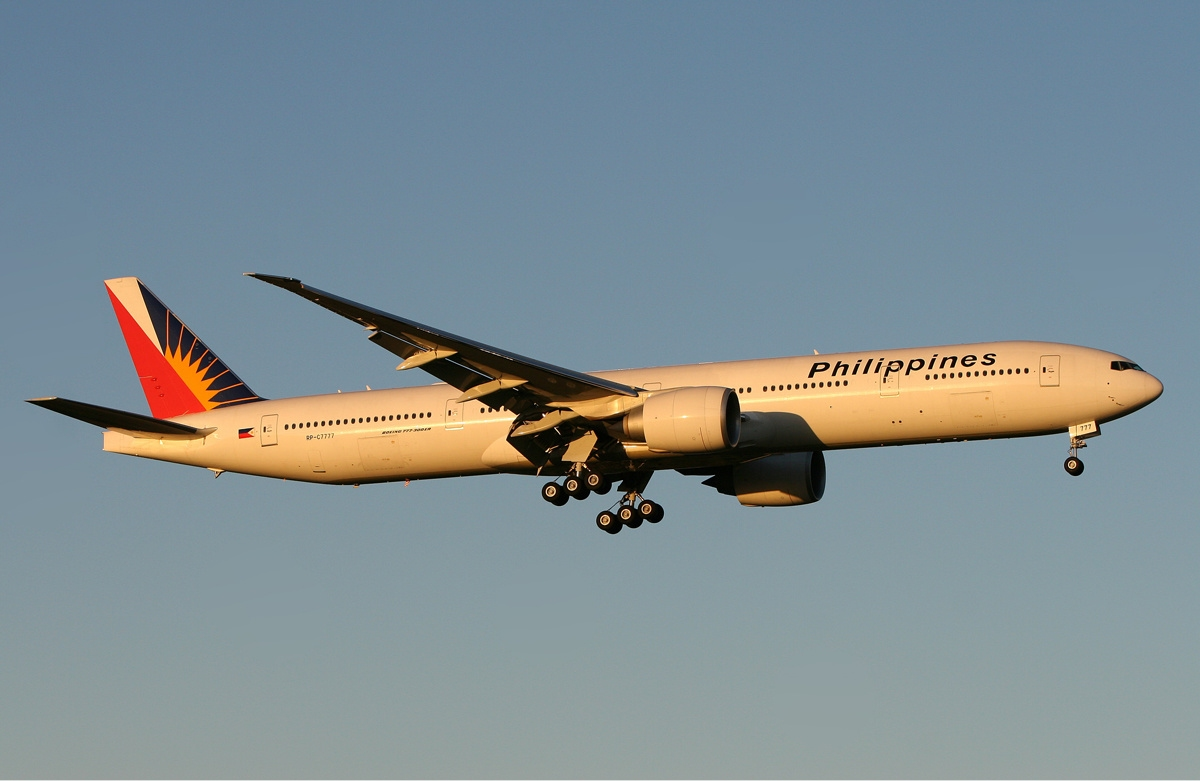
필리핀 항공의 보잉 777-300ER

## 같이 보기
- 필리핀의 교통